# Ulvkisbosjön
Ulvkisbosjön är en sjö i Sandvikens kommun i Gästrikland och ingår i Dalälvens huvudavrinningsområde. Sjön är 9,8 meter djup, har en yta på 0,192 kvadratkilometer och befinner sig 85,2 meter över havet.

## Delavrinningsområde
Ulvkisbosjön ingår i det delavrinningsområde (668876-154441) som SMHI kallar för Utloppet av Ulvkisbosjön. Medelhöjden är 97 meter över havet och ytan är 1,49 kvadratkilometer. Räknas de 4 avrinningsområdena uppströms in blir den ackumulerade arean 35,58 kvadratkilometer. Vattendraget som avvattnar avrinningsområdet har biflödesordning 3, vilket innebär att vattnet flödar genom totalt 3 vattendrag innan det når havet efter 103 kilometer. Avrinningsområdet består mestadels av skog (83 procent). Avrinningsområdet har 0,18 kvadratkilometer vattenytor vilket ger det en sjöprocent på 12,2 procent.